# Накурдеви
Накурдеви (груз. ნაქურდევი) — село в Грузии, на территории Адигенского муниципалитета края (мхаре) Самцхе-Джавахети.

## География
Село находится в южной части Грузии, к западу от реки Оцхе, на расстоянии 9 километров (по прямой) к северо-востоку от посёлка городского типа Адигени, административного центра муниципалитета. Абсолютная высота — 1331 метр над уровнем моря.

## Население
По результатам официальной переписи населения 2014 года, в Накурдеви проживало 93 человека (53 мужчины и 40 женщин). В национальной структуре населения грузины составляли 100 %.
| Год  | Население, человек |
| ---- | ------------------ |
| 2002 | 119                |
| 2014 | ↘ 93               |